# 아랑전설: 퍼스트 컨택트
《아랑전설: 퍼스트 컨택트》는 유메코보가 개발하고 SNK가 배급한 대전 격투 게임이다. SNK의 휴대용 게임기 네오지오 포켓 컬러로 제작됐으며 일본서 1999년 5월 27일 최초로 출시됐다. 북미 및 유럽 지역에선 《페이탈 퓨리: 퍼스트 컨택트》라는 제목으로 출시됐다.
1998년 아케이드로 발매됐던 《리얼 바웃 아랑전설 2》에 기반해 휴대용에 맞게 조정한 게임플레이을 갖췄다. 2020년 12월 24일 코드 미스틱스가 에뮬레이션으로 이식판 닌텐도 스위치판이 발매됐다.

## 게임플레이
기본적인 대전 방식은 《리얼 바웃 아랑전설 2》와 유사해 격투 중에 축적한 기를 사용하는 초필살기와 체력이 반 이하로 감소했을 시 사용할 수 있는 잠재능력을 사용할 수 있다. 다만 기존 아케이드 게임들과는 달리 라인 시스템이 삭제돼 1라인 대전 방식을 채택한 것이 특징이다.

## 등장인물
테리 보가드, 시라누이 마이를 포함한 《아랑전설》 시리즈의 주요 등장인물과 《리얼 바웃 아랑전설 2》의 새로운 출연진 리 샹페이, 릭 스트라우드 및 알프레드가 등장한다. 또한 오리지널 캐릭터 라오가 등장한다.
- 테리 보가드
- 앤디 보가드
- 조 히가시
- 시라누이 마이
- 김갑환
- 야마자키 류지
- 빌리 칸
- 볼프강 크라우저
- 기스 하워드
- 리 샹페이
- 릭 스트라우드

숨겨진 캐릭터
- 알프레드
- 라오

## 참조
1. ↑  일본어: 餓狼伝説ファーストコンタクト
2. ↑  영어: Fatal Fury: First Contact